# Contrières
Contrières ist eine Ortschaft und eine ehemalige französische Gemeinde mit 372 Einwohnern (Stand 1. Januar 2022) im Département Manche in der Region Normandie (vor 2016 Basse-Normandie). Sie gehörte zum Arrondissement Coutances und zum Kanton Quettreville-sur-Sienne.
Mit Wirkung vom 1. Januar 2019 wurden die früheren Gemeinden Contrières, Guéhébert, Hérenguerville und Trelly in die bereits seit 2016 bestehende Commune nouvelle Quettreville-sur-Sienne integriert und haben dort den Status einer Commune déléguée. Der Verwaltungssitz befindet sich im Ort Quettreville-sur-Sienne.

## Lage
Nachbarorte sind Orval im Nordwesten, Saussey im Nordosten, Saint-Denis-le-Vêtu im Osten, Trelly im Südosten und die Commune déléguée Quettreville-sur-Sienne im Süden und im Westen.

## Bevölkerungsentwicklung
| Jahr      | 1962 | 1968 | 1975 | 1982 | 1990 | 1999 | 2008 | 2015 |
| --------- | ---- | ---- | ---- | ---- | ---- | ---- | ---- | ---- |
| Einwohner | 388  | 344  | 335  | 298  | 335  | 332  | 378  | 384  |

## Sehenswürdigkeiten

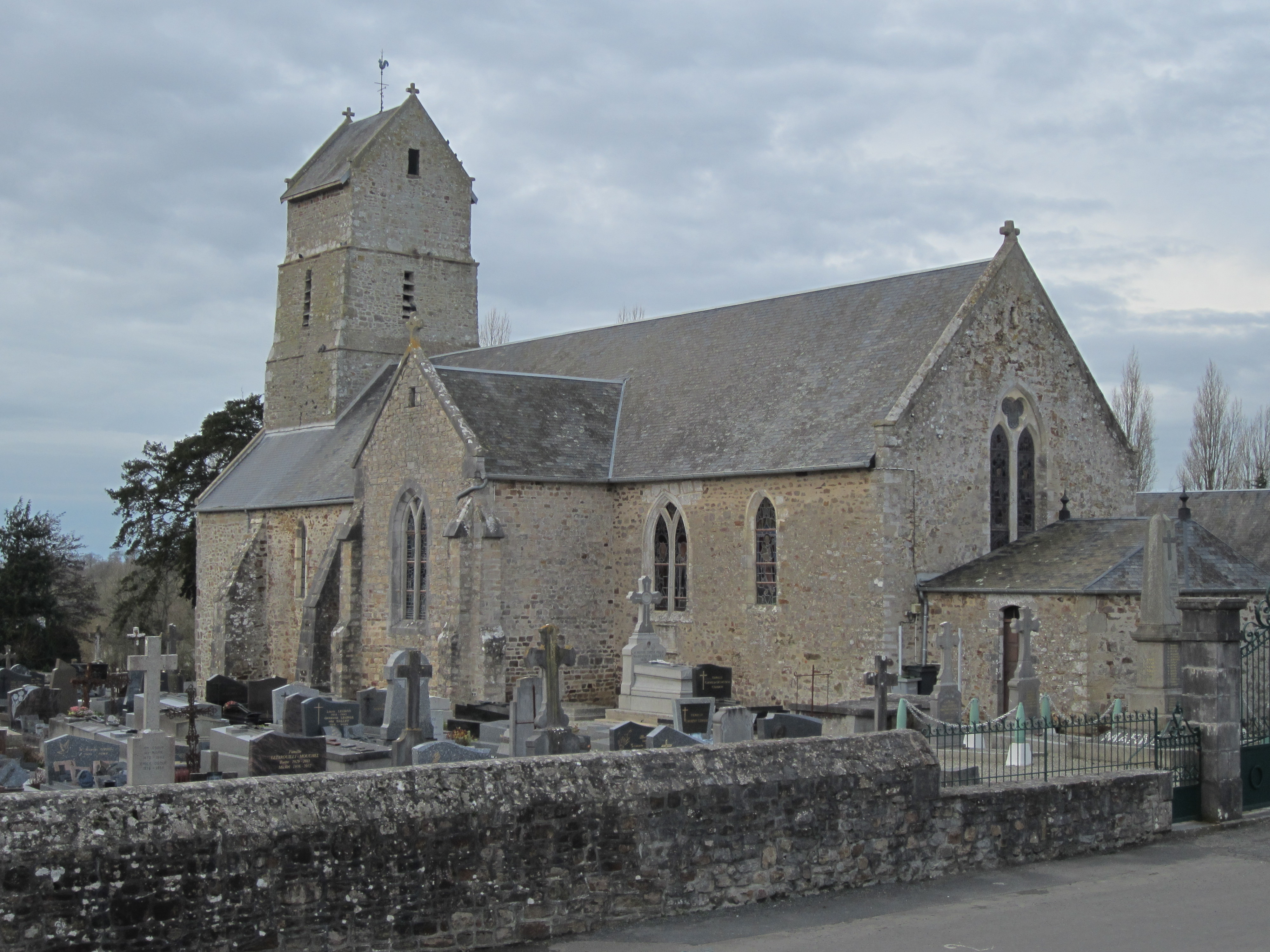
Kirche Sainte-Marguerite

- Kirche Sainte-Marguerite